# Navardún
Navardún è un comune spagnolo di 55 abitanti situato nella comunità autonoma dell'Aragona.